# Liste der Biografien/Alq
Liste der Biografien |
Portal Biografien |
Personensuche
# |
A |
B |
C |
D |
E |
F |
G |
H |
I |
J |
K |
L |
M |
N |
O |
P |
Q |
R |
S |
T |
U |
V |
W |
X |
Y |
Z |
?
 
Aa |
Ab |
Ac |
Ad |
Ae |
Af |
Ag |
Ah |
Ai |
Aj |
Ak |
Al |
Am |
An |
Ao |
Ap |
Aq |
Ar |
As |
At |
Au |
Av |
Aw |
Ax |
Ay |
Az
 
Ala |
Alb |
Alc |
Ald |
Ale |
Alf |
Alg |
Alh |
Ali |
Alj |
Alk |
All |
Alm |
Aln |
Alo |
Alp |
Alq |
Alr |
Als |
Alt |
Alu |
Alv |
Alw |
Alx |
Aly |
Alz
Die Liste der Biografien führt alle Personen auf, die in der deutschsprachigen Wikipedia einen Artikel haben. Dieses ist eine Teilliste mit 10 Einträgen von Personen, deren Namen mit den Buchstaben „Alq“ beginnt.

## Alq

### Alqa
- Alqam, Khairi (2001–2023), palästinensischer Attentäter
- Alqama b. Abade al-Fahl, arabischer Dichter
- Alqarni, Ali, saudi-arabischer Kampfpilot und Raumfahrer
- Alqas Mirza (1516–1550), safawidischer Prinz und Aufständischer
- Alqaseer, Abdullah (* 1976), syrischer Schriftsteller und Journalist

### Alqu
- Alquati, Romano (1935–2010), italienischer Operaist
- Alquen, Gunter d’ (1910–1998), deutscher JournalistGunter d’Alquen (1910–1998)

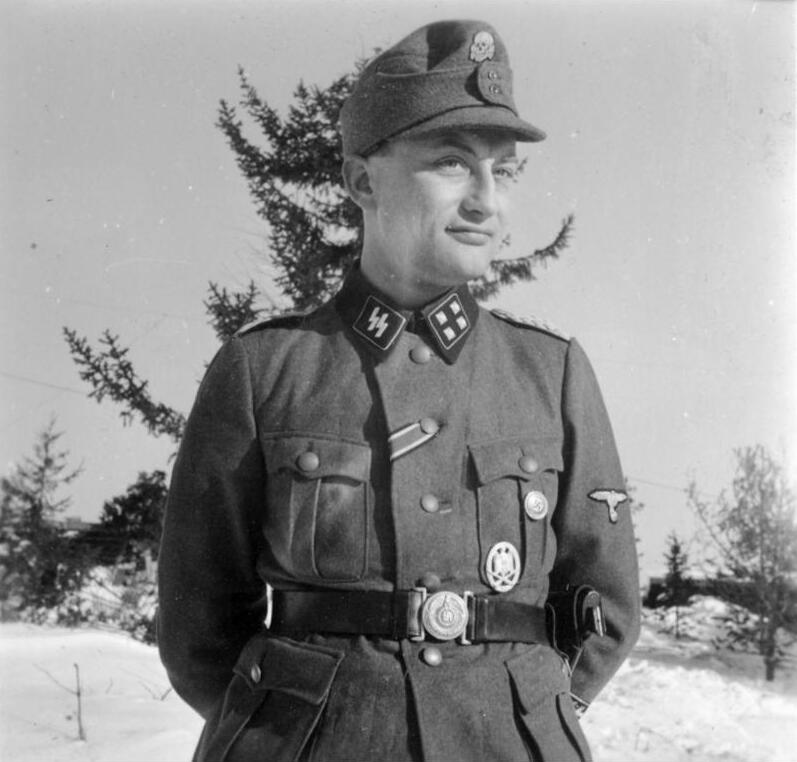
Gunter d’Alquen (1910–1998)

- Alquen, Johann Peter Cornelius d’ (1800–1863), deutscher Komponist und Arzt
- Alquié, Ferdinand (1906–1985), französischer Philosoph
- Alquimia, mexikanische Sängerin und Komponistin